# Pieczarka malutka

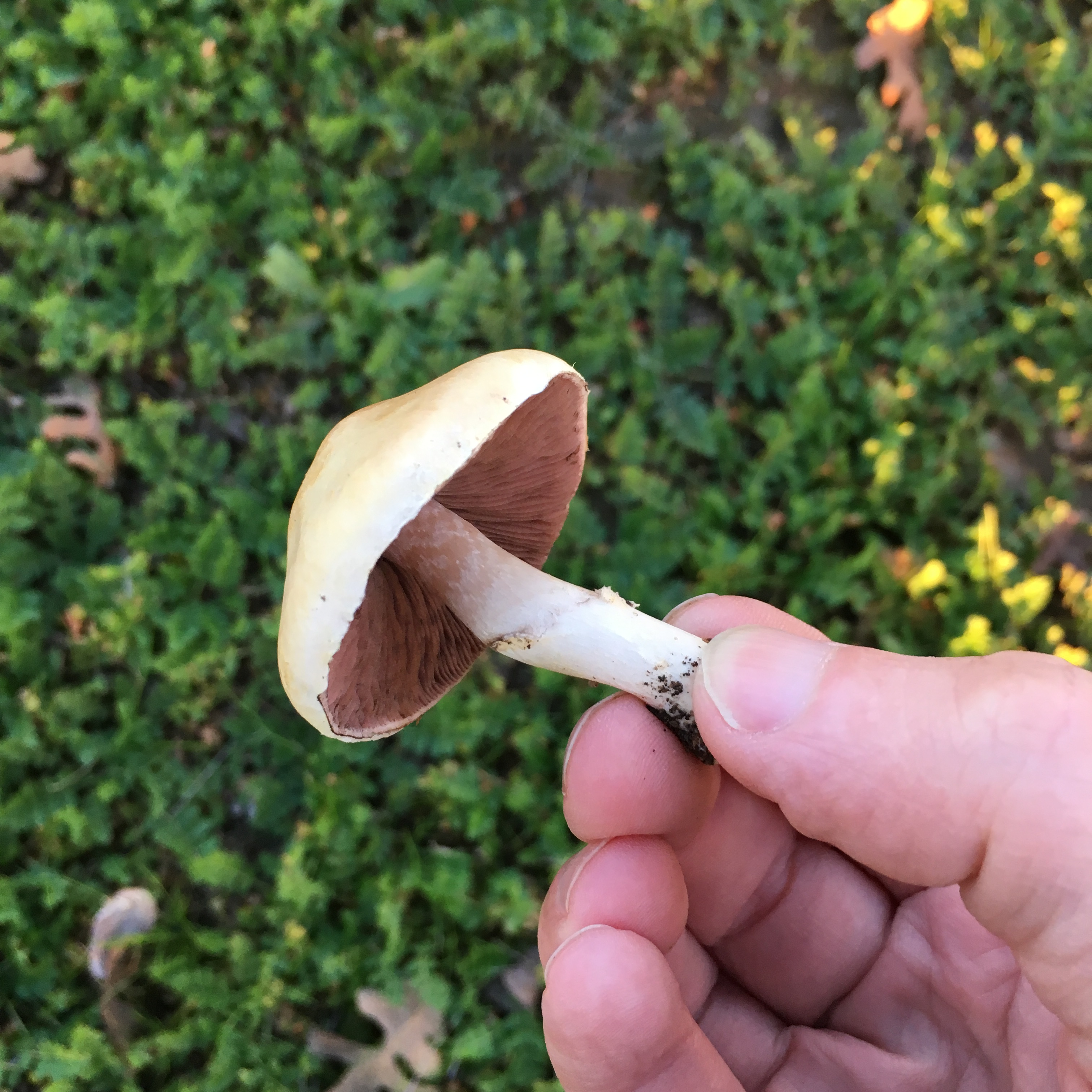

Pieczarka malutka, pieczarka migdałowa (Agaricus comtulus Fr.) – gatunek grzybów należący do rodziny pieczarkowatych (Agaricaceae).

## Systematyka i nazewnictwo
Pozycja w klasyfikacji według Index Fungorum: Agaricus, Agaricaceae, Agaricales, Agaricomycetidae, Agaricomycetes, Agaricomycotina, Basidiomycota, Fungi.
Niektóre synonimy naukowe:

- Agaricus comtulus Fr. 1838 var. comtulus
- Agaricus comtulus var. subgibbosus Fr. 1838
- Agaricus huijsmanii Courtec. 2008
- Agaricus niveolutescens Huijsman 1960
- Fungus comtulus (Fr.) Kuntze 1898
- Pratella comtula (Fr.) Gillet 1884
- Psalliota comtula (Fr.) Quél. 1872[2].

Polską nazwę zaproponował Władysław Wojewoda w 2003 roku. Opisał też gatunek Agaricus niveolutescens Huijsman, któremu nadał nazwę pieczarka migdałowa. Według Index Fungorum jednak A. niveolutescens to synonim pieczarki malutkiej A. comtulus.

## Morfologia
Kapelusz
Średnica 2–5 cm, u młodych okazów półkulisty, później łukowaty, w końcu rozpostarty. Czasami posiada tępy garb, Powierzchnia gładka, tylko brzegi wrośnięto-włókniste. Barwa u młodych okazów biała, później jasnożółta, na koniec ochrowobrązowa, środek kapelusza wyraźnie ciemniejszy.
Blaszki
Wolne, szerokie, o gładkich ostrzach, u młodych okazów jasnoróżowe, potem ciemnoróżowe, w końcu purpurowobrązowe.
Trzon
Wysokość 3–5 cm, grubość 0,5–1 cm, cylindryczny, pusty o jedwabiście włóknistej powierzchni. Posiada nietrwały, delikatny, błoniasty i obwisły pierścień. Barwa biała lub cielista.
Miąższ
Biały, po uszkodzeniu żółknący. Charakterystyczną cechą jest migdałowa woń.
Wysyp zarodników
Ciemnobrązowy. Zarodniki szerokoelipsoidalne, grubościenne, gładkie o rozmiarach 4-5 × 3–3,5 μm.
Gatunki podobne
Najbardziej podobna jest równie niewielka pieczarka różowoblaszkowa (Agaricus rusiophyllus). W Polsce występuje jeszcze kilka gatunków małych pieczarek. Wśród nich jest pieczarka winnoczerwona (Agaricus semotus), ale na środku kapelusza ma różowofioletowe łuseczki, pieczarka liliowoczerwona (Agaricus porphyrizon), ale ma kapelusz purpurowy.

## Występowanie i siedlisko
Gatunek szeroko rozprzestrzeniony na kuli ziemskiej. Występuje w całej niemal Europie, w Azji, we wschodnich regionach Ameryki oraz północno-wschodniej Afryce (Maroko). W Polsce gatunek rzadki. Znajduje się na Czerwonej liście roślin i grzybów Polski. Ma status R – potencjalnie zagrożony z powodu ograniczonego zasięgu geograficznego i małych obszarów siedliskowych. W literaturze mykologiczne podano jego występowanie m.in. w Cedyni, Wielkopolskim Parku Narodowym, Ciechocinku, Obornikach Śląskich, Pienińskim Parku Narodowym, Bieszczadach Zachodnich, w Puszczy Białowieskiej.
Naziemny grzyb saprotroficzny. Rośnie na łąkach, pastwiskach (nigdy w lasach). Owocniki wytwarza od sierpnia do października, w niewielkich grupach.

## Znaczenie
Grzyb jadalny.